# Aurora groga
L'aurora groga (Anthocharis euphenoides) és una espècie de lepidòpter papilionoïdeu de la família dels pièrids (Pieridae) present als Països Catalans.

## Distribució
Habita la península Ibèrica inclosa Andorra, altres punts de França (des de l'Alta Garona fins al Massís Central i Provença), a Ticino a Suïssa i a diversos punts d'Itàlia (molt local: Laci, Abruzzi…). Absent al nord-oest de Portugal. És present de 0 a 1800 m.

## Morfologia
L'eruga és gris blavosa amb petites taques negres brillants excepte una franja per sobre dels espiracles que és únicament blanca; cap gris blavós puntejat de negre. Presenta una línia dorsal groga. La part inferior de l'eruga també és groga. Recoberta d'una pilositat escassa i curta.
L'imago presenta variació de coloració entre ambdós sexes. El mascle és groc llimona amb una prominent taca taronja a l'àpex alar culminada per una zona marró. La femella, en canvi, és blanca amb una taca a l'àpex taronja i marró i una taca negra a les ales anteriors. Revers de les ales posteriors groc amb taques verdes oliva en els dos sexes.

## Hàbitat
Àrees seques amb flors, normalment càlides; marges de camps de cultiu. L'eruga s'alimenta de Biscutella, preferentment de Biscutella laevigata, Biscutella auriculata i Biscutella ambigua.

## Període de vol
Vola en una única generació entre abril i juliol. En algunes localitats a partir de març. Hibernació com a pupa sobre plantes mortes.